# Soucirac
Soucirac là một xã thuộc tỉnh Lot trong vùng Occitanie phía tây nam nước Pháp. Xã này nằm ở khu vực có độ cao từ 247-434 mét trên mực nước biển.